# 벅섬
벅섬(Buck Island)은 712,000 m²의 작은 무인도이다. 미국령 버진아일랜드의 세인트크로이섬의 북동쪽 2.4 km에 있는 섬이다.

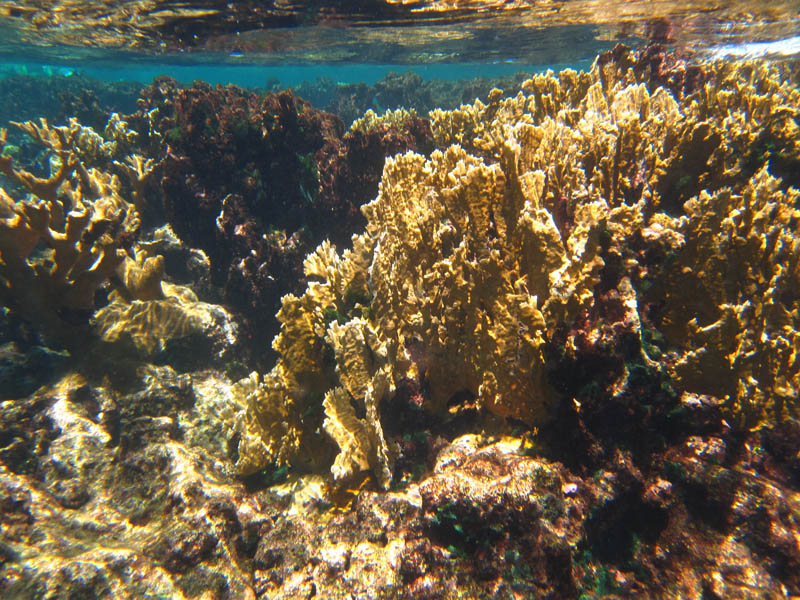

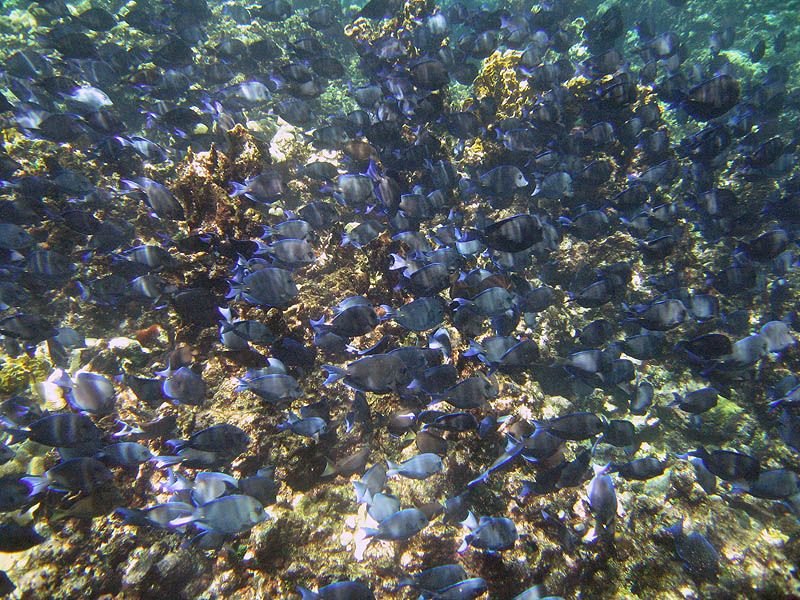

미국 기념물로는 1961년에 지정되었다.